# Lestinogomphus minutus
Lestinogomphus minutus là loài chuồn chuồn trong họ Gomphidae. Loài này được Gambles mô tả khoa học đầu tiên năm 1968.